# Чемерове
Чемерове — загальнозоологічний заказник місцевого значення в Україні. Розташований між селами Бариш та Зубрець Чортківського району Тернопільської області, в межах лісового урочища «Чемерове».  
Площа 159 га. Створений відповідно до рішення виконкому Тернопільської обласної ради № 198 від 30 червня 1986 року. Перебуває у віданні Тернопільського обласного управління лісового господарства (ДП «Бучацьке лісове господарство», Золотопотіцьке лісництво, кв. 7-9, 85). Рішенням Тернопільської обласної ради № 15 від 22 липня 1998 року мисливські угіддя заказника передані в користування Бучацької районної організації УТМР як постійно діюча ділянка з охорони, збереження та відтворення мисливської фауни. 
Під охороною — численна мисливська фауна: заєць сірий і куріпка сіра, вивірка лісова, лисиця руда, сарна європейська, свиня дика, куниця лісова, борсук звичайний та багато інших тварин.